# Poienari (okręg Neamț)
Poienari – wieś w Rumunii, w okręgu Neamț, w gminie Poienari. W 2011 roku liczyła 899 mieszkańców.